# トニー・ランボルン
トニー・ランボルン（Tony Lamborn、1991年7月31日 - ）は、スーパーラグビーブルーズに所属するラグビーユニオン選手。

## プロフィール
- ニュージーランド・ティマルー出身。
- ポジションはフランカー(FL)、ナンバーエイト(No.8)。
- 身長 185cm、体重 107kg
- アメリカ代表キャップは23（2020年4月現在）でワールドカップ2019のアメリカ代表に選ばれた[1]。
- 父親はアメリカ人。

## 略歴
ノース・オタゴ、ホークスベイ、ハリケーンズ、サンディエゴ・リージョン、サウスランド、ニューオーリンズ・ゴールドを経て、2020年、ブルーズに加入。  